# 334P/NEAT
334P/NEAT, komet Jupiterove obitelji